# 佩兰 (德龙省)
佩兰（法語：Peyrins，法語發音：[pɛʁɛ̃]）是法国德龙省的一个市镇，位于该省北部，属于瓦朗斯区。

## 地理
佩兰（45°5'35"N, 5°2'50"E）面积25.16 平方千米，位于法国奥弗涅-罗讷-阿尔卑斯大区德龙省，该省份为法国东南部内陆省份，北起顺时针与伊泽尔省、上阿尔卑斯省、上普罗旺斯阿尔卑斯省、沃克吕兹省和阿尔代什省接壤。
与佩兰接壤的市镇（或旧市镇、城区）包括：阿尔泰莫奈、热尼雪、热桑、马尔热斯、穆尔圣厄塞布、伊泽尔河畔罗芒、圣巴尔杜、埃尔巴斯河畔圣多纳。

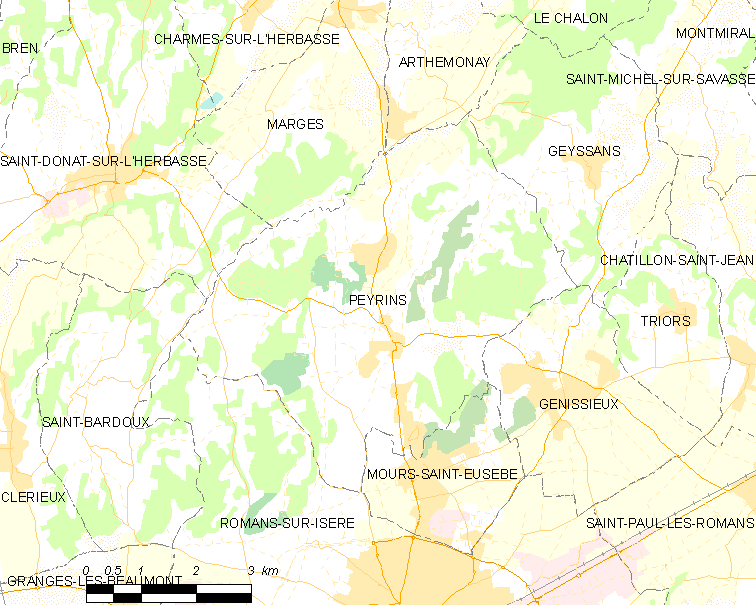
的OSM定位图

佩兰的时区为UTC+01:00、UTC+02:00（夏令时）。

## 行政
佩兰的邮政编码为26380，INSEE市镇编码为26231。

## 政治
佩兰所属的省级选区为伊泽尔河畔罗芒县。

## 人口

1962-2008年间人口变化图示

佩兰于2022年1月1日时的人口数量为2630人。